# Dirk de Bekker
Dirk de Bekker (Rosmalen, 22 juli 1991) is een Nederlandse journalist, presentator en regisseur.

## Loopbaan
De Bekker studeerde politicologie en geschiedenis aan de Universiteit Utrecht, Sciences Po Paris en de Universiteit van Cambridge. In 2016 studeerde hij cum laude af op een onderzoek naar de Franse Revolutie en de ontwikkeling van westerse democratieën. Hij publiceerde en droeg bij aan verscheidene onderzoeken in wetenschappelijke journals.
In 2013 presenteerde De Bekker in Cambridge het radioprogramma Dirk's Late Night Jazz voor Cam FM. In 2014 trad hij in dienst bij omroep NTR, waar hij tot 2022 werkte als programmamaker, regisseur, formatontwikkelaar en presentator van verscheidene programma's. Hij bedacht samen met programmamaker Sander Nieuwenhuijsen Sprekend Nederland, een multimedia- en wetenschapsproject over Nederlandse accenten en daaraan verbonden vooroordelen. Dit samenwerkingsverband tussen programmamakers en wetenschappers resulteerde in 2015 en 2016 in verschillende programma's voor NPO 1, NPO 2 en NPO 3. Daarnaast leidde het tot diverse wetenschappelijke publicaties.
In 2020 volgde De Bekker Diederik Jekel op als presentator van het televisieprogramma De Kennis van Nu (NPO 2). In 2022 presenteerde hij met Elisabeth van Nimwegen het tv-programma Prikkels, een serie op NPO 2 over de mysteries van de zintuigen.
Vanaf 2022 publiceert hij als zelfstandig programmamaker veelvuldig over de gevolgen van pesticidengebruik, onder meer in zijn podcast Red de Lente en De Groene Amsterdammer.

## Varia
- In 2009 studeerde hij een jaar jazz piano aan het Utrechts Conservatorium.